# Maria Klonaris
Maria Klonaris (grec moderne : Mαρία Kλωνάρη) est une cinéaste, plasticienne pluridisciplinaire et théoricienne, née le 23 juillet 1948 au Caire et morte le 13 janvier 2014 à Paris.
Elle est co-auteure, avec Katerina Thomadaki, de nombreux films (dont 10 longs-métrages non narratifs), de vidéos, de photographies, d’installations multimédias, de performances, de livres d’artiste, d’œuvres sonores et radiophoniques.
Théoriciennes, les deux créatrices publient sur le plan international des ouvrages et des dizaines d’articles, entretiens et manifestes.

## Biographie
Maria Klonaris est née en Égypte de parents grecs, tous deux médecins. Son père, Georges Klonaris, gynécologue et obstétricien, est directeur de la Maternité Internationale d’Alexandrie. Sa mère, Yolanda Klonaris, biologiste, est l’une des premières femmes à avoir fait des études de médecine à l’Université d’Athènes. Maria Klonaris grandit dans l’Alexandrie cosmopolite des années cinquante. Après la crise de Suez, la famille déménage à Athènes.
À Athènes, elle fait ses études secondaires au collège et lycée américain Pierce College. À l’École supérieure des Beaux-Arts d’Athènes, elle se forme aux arts graphiques, à la scénographie et au décor de scène. Parallèlement elle suit des études de lettres anglaises à l'Université d'Athènes.
Arrivée à Paris en 1975, c'est en étant trilingue qu'elle poursuit des études d'égyptologie à l'École pratique des hautes études, de cinéma et d’esthétique à l’Université Panthéon-Sorbonne, où elle obtient une Maîtrise intitulée Douleur, blessures et sang dans l’œuvre de Gina Pane, suivie d’un diplôme d’Études Approfondies (DEA) sur les femmes artistes en cinéma et vidéo d’avant-garde. Elle acquiert une formation en infographie à l'École nationale supérieure des arts décoratifs de Paris.

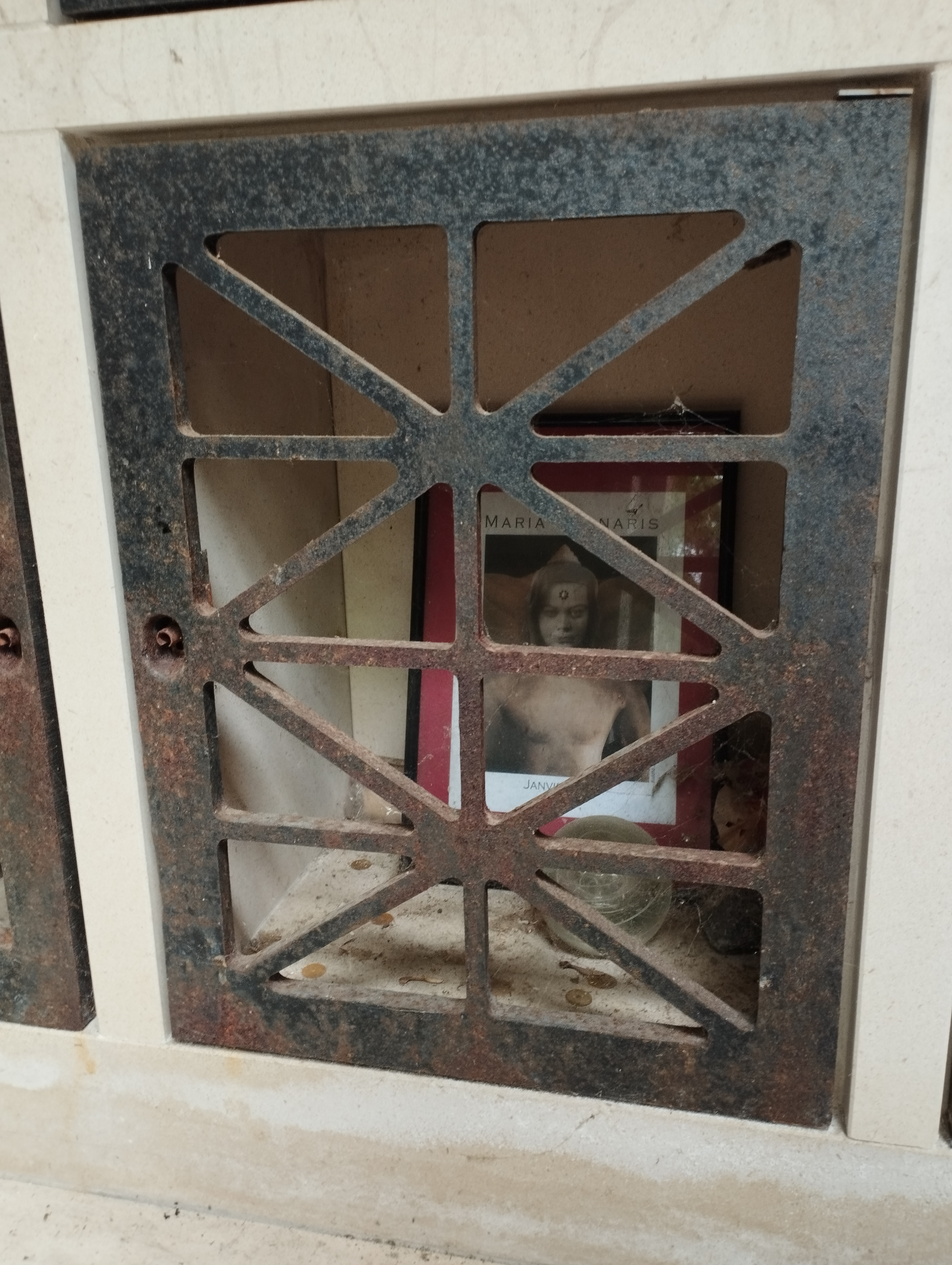
Tombe de Maria Klonaris au cimetière du Père-Lachaise (division 36).

En 1985, elle et Katerina Thomadaki fondent l'association ASTRATI, favorisant les liens entre l'art et le féminisme.
Elles sont reconnues pionnières dans l'interdisciplinarité et la représentation du genre et actives à la formation de la troisième vague féministe.
En 2012, la BNF ouvre un fonds Klonaris/Thomadaki réunissant des archives des deux artistes.
Elle meurt à l'âge de 65 ans le 13 janvier 2014 à Paris. Incinérée, ses cendres sont inhumées dans une chapelle réaménagée en mini-columbarium au cimetière du Père-Lachaise (division 36, concession 1/37 et 34/31, case J).

## Pratique artistique

### Dessin
La première pratique artistique de Maria Klonaris est le dessin. Son œuvre dessinée réalisée à Athènes réunit plusieurs séries dont trois ont été publiées: XI Dessins amoureux (1973), Déformations (1974), Grand Martyr triomphateur Georges (1975).
Maria Klonaris signe également des affiches de théâtre, des couvertures et illustrations de livres et travaille en typographie en tant que conceptrice graphique et directrice artistique de livres littéraires.
A Paris, Maria Klonaris abandonne le dessin au profit du Cinéma corporel, qu’elle invente avec Katerina Thomadaki. Elle le reprend plus tard, en marge de sa production artistique principale composée de films, installations et photographies. Dans un entretien inédit avec Patrick Lavallé en 1981 elle explique ainsi ce passage :
“J’ai arrêté de dessiner parce que je donnais tellement de mon corps que j’étais souvent vidée. L’énergie passait directement de ma main au papier. La caméra permet une certaine distance. Tenue à la main elle me permet une gestualité plus souple, plus ample. (…) Si je devais me remettre au dessin, c’est à partir de la notion de la circulation de l’énergie des calligraphes chinois que je l’envisagerais. Ils m’ont fait entrevoir que l’on peut se libérer et trouver un équilibre au lieu de se vider. Leur travail s’inscrit dans la recherche d’une harmonie et non dans la déchirure, dans une globalité, une interpénétration du corps et du monde. Dans mon travail gestuel actuel avec la caméra, j’essaye de retrouver un mouvement planétaire”.
Au cours des dernières années de sa vie, le dessin redevient central dans sa production.

### Théâtre et performance
Maria Klonaris fut passionnée de théâtre dès son plus jeune âge. Enfant, en Alexandrie, elle monta à plusieurs reprises sur les planches incarnant divers rôles dans les spectacles de l’école anglaise qu’elle fréquenta.
En tant que scénographe, elle commence sa collaboration artistique (qui dure une quarantaine d'années) avec Katerina Thomadaki,, sa future compagne, au moment où elles créent et dirigent le Théâtre des 4 à Athènes. Elle réalise alors les décors et costumes des Bonnes de Jean Genet (1968) et de Salomé de Oscar Wilde (1969) dans les mises en scène de Katerina Thomadaki. Pour les décors et costumes de Salomé, elle est primée à la Triennale de Scénographie de Novi Sad en 1972.
L’approche expérimentale et résolument anti-réaliste du Théâtre des 4, l’intérêt pour le langage gestuel et vocal, la centralité du corps et de l’image sont des partis pris de la mise en scène qui se prolongent dans des univers oniriques de décors monochromes.
En 1973, Maria Klonaris et Katerina Thomadaki créent à Athènes l’Espace de recherche théâtrale et réalisent Expérience I : Images de la vie quotidienne, une œuvre de laboratoire qui met radicalement en question les conventions de la representation et les limites du théâtre et du corps se rapprochant de la “performance” corporelle.

### Cinéma, installations, intermédia
À partir de 1975, Maria Klonaris s’installe avec Katerina Thomadaki à Paris, où elles s'engagent activement dans le cinéma expérimental.
De leur pratique théâtrale antérieure surgit alors le Cinéma corporel qu’elles lancent, pratiquent et théorisent en intégrant dans leur langage cinématographique “la dimension politique de l'identité féminine”.
C’est à partir de leur premier film réalisé à Paris en 1975-1976, Double Labyrinthe, qu’elles commencent à co-signer leur œuvre en se déclarant “double auteur” sous la signature Klonaris/Thomadaki.
Elles mettent en place un langage ciné-plastique non narratif et militent pour le format Super 8, dont le coût minime leur permet la réalisation d’une vaste œuvre filmique. Leur œuvre se développe en longs cycles (La Tétralogie corporelle, Le Cycle de l’Unheimlich, La Série Portraits, le Cycle des  Hermaphrodites, Le Cycle de l’Ange, Désastres Sublimes. Les Jumeaux).
Dès leur deuxième film-action réalisé à Paris, L’Enfant qui a pissé des paillettes, elles contestent les limites de la projection cinématographique traditionnelle et commencent à inventer des dispositifs inédits de projection. Leur pratique des dispositifs de projection les conduit dès le début des années '80 à des installations environnementales pluri-médias (Mystère I : Hermaphrodite endormi/e, Biennale de Paris, Musée d’art moderne de la Ville de Paris, 1982, Le Rêve d’Electra, CIRCA, Villeneuve Lez-Avignon, 1983/1990).
En 1985, elles sont accueillies aux Immatériaux du centre Pompidou.
Avec leur œuvre-fleuve Le Cycle de l'Ange, commencée en 1985, elles proposent et théorisent l'intersexualité comme subversion de l'identité sexuelle et l'intermédia comme transgression nécessaire du cloisonnement des arts et des supports. Dans leurs œuvres et textes récents, elles élaborent le concept de "corps dissidents" (Le Cycle de l’Ange, Désastres Sublimes. Les Jumeaux).
Le Cycle de l’Ange compte leurs œuvres intermédia les plus variées et leurs installations les plus monumentales, réalisées souvent in situ dans des bâtiments désaffectés (Night Show for Angel à Londres en 1992, Puerta del Angel, Madrid, 1992…).
Le British Film Institute la nomme femme parmi les plus inspirantes de l'histoire du cinéma, le 8 mars 2014.
En 2016 est diffusée une rétrospective de leur œuvre cinématographique à la galerie nationale du Jeu de Paume.

## Œuvres réalisées avec Katerina Thomadaki* (sélection)
*sauf autrement indiqué 

### Films
- 1975-76 : Double Labyrinthe (1er volet de la Tétralogie corporelle. Super 8 gonflé en 16mm, 50 min)
- 1977-79 : Unheimlich I : Dialogue secret (du Cycle de l’Unheimlich, Super 8 restauré en 35mm par les Archives Françaises du Film du CNC[12] sous la direction de Klonaris/Thomadaki avec le soutien de la Fondation Costopoulos, Athènes, 70 min)
- 1979-80 : Unheimlich II : Astarti (du Cycle de l’Unheimlich, Super 8, 180 min)
- 1979-80 : Kha. Les Embaumées de Maria Klonaris (du Cycle de l’Unheimlich, Super 8, 60 min)
- 1980 : Portrait de ma Mère dans son jardin de Katerina Thomadaki (de la Série Portraits, Super 8 restauré en 2K sous la direction de Klonaris/Thomadaki, 9 min)
- 1980-81 : Unheimlich III : Les Mères (du Cycle de l’Unheimlich, Super 8, 120 min)
- 1982 : Sauro Bellini de Maria Klonaris (de la Série Portraits, Super 8 restauré en 2K sous la direction de Klonaris/Thomadaki, 12 min)
- 1981-83 : Selva. Un portrait de Parvaneh Navaï de Maria Klonaris (de la Série Portraits, Super 8 restauré en 35mm par les Archives Françaises du Film du CNC sous la direction de Klonaris/Thomadaki, 70 min)
- 1984 : Portraits/Miroirs (de la Série Portraits, Super 8, 80 min)
- 1982-85 : Jardins de l’Hermaphrodite endormi/e (du Cycle des Hermaphrodites, Super 8, 80 min)
- 1983-85 : Chutes. Désert. Syn de Katerina Thomadaki (de la Série Portraits, Super 8 restauré en 35mm par les Archives Françaises du Film du CNC sous la direction de Klonaris/Thomadaki, 18 min)
- 1987-92 : L’Ange Amazonien (de la Série Portraits, Super 8 gonflé en 16mm, 92 min)

### Vidéos
- 1994 : Requiem pour le XXe siècle (du Cycle de l’Ange, vidéo, 14 min)
- 1994 : Personal Statement (du Cycle de l’Ange, vidéo, 8 min)
- 2001 : Pulsar (du Cycle de l’Ange, vidéo numérique, 14 min)
- 2002-03 : Quasar (du Cycle de l’Ange, vidéo numérique, 32 min)
- 2007 : Angel Scan (du Cycle de l’Ange, vidéo numérique, 25 min)
- 2012 : Collectif 010 : La Torture (vidéo, 15 min)
- 2012 : Quasar (du Cycle de l’Ange, document de l’installation à l’Onassis Foundation Cultural Center, Athènes, 8 min)
- 2013 : XYXX : Mosaic Identity (du Cycle de l’Ange, 14 min)

### Performances de cinéma élargi (Expanded Cinema performances)
- 1977 : L’Enfant qui a pissé des paillettes (2e volet de la Tétralogie corporelle, 110 min)
- 1977 : Ouverture (20 min)
- 1977 : Double Labyrinthe X Double Labyrinthe (70 min)
- 1978 : Soma (3e volet de la Tétralogie corporelle, 40 min)
- 1979 : Arteria Magna in dolore laterali (4e volet de la Tétralogie corporelle, 110 min)
- 1981 : Unheimlich III : Les Mères (du Cycle de l’Unheimlich, 110 min - Musée national d’art moderne, Centre Georges-Pompidou)
- 1982 : Unheimlich I : Dialogue secret (du Cycle de l’Unheimlich, 100 min - Théâtre Averof, Athènes)
- 1983 : Orlando (du Cycle des Hermaphrodites, 45 min - Centre Georges Pompidou, Paris)
- 1983 : Hermaphrodite endormi/e (du Cycle des Hermaphrodites, 80 min - Journées Intercontemporaines, Maison de Gascogne, Auch)
- 1984 : Portraits/Miroirs (de la Série Portraits, 80 min - Musée national d’art Moderne, Centre Georges-Pompidou)
- 1985 : Incendie de l’Ange (du Cycle de l’Ange, 40 min - Galerie J.&J. Donguy, Paris)
- 1987 : Enluminures (Café de la Danse, Paris)
- 1990 : Jardins de l’Hermaphrodite endormi/e (du Cycle des Hermaphrodites, 110 min - Centre d’art contemporain Ileana Tounta, Athènes)
- 2000 : Double Exposure (Web Bar, Paris)

### Installations environnementales trans-média
(film, diapositives, photographie, vidéo, son, scénographie, lumières)
- 1982 : Mystère I : Hermaphrodite endormi/e (du Cycle des Hermaphrodites - ARC 2, Musée d’art moderne de la Ville de Paris/ Biennale de Paris)
- 1984 : Fermez les yeux, projetez un film sur vos paupières(Musée national d’art Moderne, Centre Georges-Pompidou)
- 1986 : Le Rêve d’Electra (Chartreuse de Villeneuve lez Avignon, « Robots/Sculptures »)
- 1987 : Le Rêve d’Electra (Galerie Municipale Edouard Manet, 1987)
- 1990 : Le Rêve d’Electra (Fondation Joan Miro, Barcelone, « Antiquité et modernité dans l’art du XXe siècle »)
- 1991 : Dans la Constellation du Cygne (du Cycle de l’Ange, Cité des Arts, 1991 « 50 artistes pour un anniversaire »)
- 1992 : Fictions. Un film (National Gallery, Athens « Metamorphoses of the Modern »)
- 1992 : Puerta del Angel (du Cycle de l’Ange, Instituto San Isidro, Edge Biennial - Madrid European Capital of Culture)
- 1992 : Night Show for Angel (du Cycle de l’Ange, Islington Baths, Edge Biennial)
- 1993 : Rineved. Persephone (Palais de Tokyo, Paris, Art 3000)
- 1994 : XYXX Mosaic Identity (du Cycle de l’Ange, Offenes Kulturhaus, Linz, « Andere Körper »)
- 1996 : Archangel Matrix (du Cycle de l’Ange, Galerie Sculptures, Mois de la Photo à Paris)
- 1998 : Requiem pour le XXe siècle (du Cycle de l’Ange, Espace Landowski, Boulogne-Billancourt)
- 2002 : Requiem pour le XXe siècle (du Cycle de l’Ange, Chapelle de Ronceray, Angers
- 2002 : Stranger than Angel (Cankarjev Dom, Ljubljana, rétrospective)
- 2004 : L’Ange. Corps des étoiles (du Cycle de l’Ange, Galerie Synopsis, Lausanne)
- 2011 : Quasar (du Cycle de l’Ange, Onassis Foundation Cultural Center, Athens, « Polyglossia »)

### Séries photographiques
- 1977 : Tri-X-Pan. Double Exposure (doubles autoportraits)
- 1977 : L’Enfant qui a pisé des paillettes (de La Tétralogie corporelle)
- 1978 : Soma (de La Tétralogie corporelle)
- 1979 : Arteria Magna in dolore laterali (de La Tétralogie corporelle)
- 1981-83 : Je(ux) d’ombres (doubles autoportraits)
- 1983/85 : Orlando (du Cycle des Hermaphrodites)
- 1985/86 : L’Ange. Corps des étoiles (du Cycle de l’Ange)
- 1986 : Le Rève d’Electra
- 1987 : Digital Self-Portrait (doubles autoportraits)
- 1987-88 : Angélophanies (du Cycle de l’Ange)
- 1988 : Incendie de l’Ange (livre d’artiste) (du Cycle de l’Ange)
- 1990 : Palimpsestes (du Cycle de l’Ange)
- 1991 : Boucliers. Photosculptures (du Cycle de l’Ange)
- 1993 : Théorème et Boucliers. Photosculptures (du Cycle de l’Ange)
- 1995 : Les Jumeaux célestes
- 1995 : Intrafœtal Orient (Venus, Buddha Boy, etc.)
- 2000 : Désastres sublimes. Les Jumeaux (Galerie J.&J. Donguy, Paris)

### Œuvres sonores et radiophoniques

#### Bandes son de films, performances, installations
- 1981 : Unheimlich III: Les Mères, 30 min
- 1982 : Mystère I: Hermaphrodite endormi/e, 60 min
- 1983 : Orlando - Hermaphrodite II[2], 45 min
- 1983 : Selva. Un portrait de Parvaneh Navaï, 75 min
- 1984 : Le Rêve d'Electra, 43 min
- 1985 : Mystère II: Incendie de l'Ange, 45 min
- 1990-92 : L'Ange Amazonien. Un portrait de Lena Vandrey, 92 min
- Créations radiophoniques

- 1983 : Fermez les yeux, projetez un film sur vos paupières.  Aspects du cinéma expérimental en France Atelier de Création Radiophonique, France Culture, 140 min  (première diffusion 20 mars)
- 1984 : Hermaphrodites  Atelier de Création Radiophonique, France Culture, 140 min  (première diffusion 27 mai)
- 1985 : Le Rêve d’Electra et Selva. Bandes son pour installation multimédia et film  Atelier de Création Radiophonique, France Culture, 120 min  (première diffusion 26 mai)
- 1986 : Incendie de l’Ange suivi de Petit Traité d’Angélologie  Atelier de Création Radiophonique, France Culture, 120 min  (première diffusion 21 décembre)
- 1987 : Ou Mène ce voyage? Unheimlich III: Les Mères et Récits de Sept voyageurs Atelier de Création Radiophonique, France Culture, 120 min (première diffusion 5 juillet)
- 1990 : Parcours électronique, Rennes Atelier de Création Radiophonique, France Culture, 120 min (première diffusion 6 mai)
- 1990 : L’Amazone bleue. Un portrait de Lena Vandrey Atelier de Création Radiophonique, France Culture, 120 min (première diffusion 10 juin)
- 1991 : Erotika. Voix vivantes de la Grèce contemporaine Opus, France Culture - Musique, 83 min (première diffusion 1er juin)
- 1994 : Sappho / Passion Atelier de Création Radiophonique, France Culture, 120 min (première diffusion 4 décembre)

## Publications (sélection)

### Albums de dessins de Maria Klonaris
- 1973 :  XI Dessins amoureux (XI Ερωτικές ζωγραφιές). 11 planches de dessins à l'encre de Chine,dim. : 23 X 34cm, Athènes, édition originale, limitée.
- 1974 : Déformations (Παραμορφώσεις). 48 dessins à l’encre de Chine, dim. : 23 X 25cm. Préface : Katerina Thomadaki. Athènes, édition originale, limitée).
- 1975 : Grand Martyr triomphateur Georges. Les Noces. Esquisse musicale en neuf tableaux sur un texte de Georges Cheimonas (Μεγαλομάρτυς Τροπαιοφόρος Γεώργιος. Ο Γάμος). Texte : Georges Cheimonas. Athènes, Kedros, édition originale, limitée.

### Ouvrages et catalogues (en collaboration avec Katerina Thomadaki)
- 1985 : Klonaris/Thomadaki : Dix ans de cinéma à Paris, 1975-1985. Galerie J. & J. Donguy, Paris, A.S.T.A.R.T.I. Archives. Textes : Marie-José Baudinet-Mondzain, Aline Dallier, Jacques Donguy, Gilbert Lascault, Dominique Noguez.
- 1987 : Le Rêve d’Electra, Galerie Municipale Edouard Manet, Gennevilliers. Textes de Gilbert Lascault, Bernard Teyssèdre, entretien des artistes par Madeleine Van Doren.
- 1988 : Incendie de l’Ange (16 planches photographiques noir et blanc imprimées en phototypie, accompagnées de textes des artistes. Coffret en moire blanche, marquage à chaud argenté. Papier velin d’Arches et japon yuki, dim. 32 X 45 cm). Paris, Tierce, édition originale limitée et signée. Préfaces : Régis Durand, Bernard Teyssèdre.
- 1996 : Klonaris/Thomadaki : Le Cycle de l’Ange. Archangel Matrix, Mois de la Photo à Paris, éditions A.S.T.A.R.T.I. Textes : Eurydice Trichon-Milsani, Anguéliki Garidis et Maria Klonaris/Katerina Thomadaki.
- 2000 : Klonaris/Thomadaki, Désastres sublimes. Les Jumeaux, Galerie J.&J. Donguy, éditions A.S.T.A.R.T.I., Paris. Textes : Anguéliki Garidis, Christian Gattinoni, Gilbert Lascault et Maria Klonaris/Katerina Thomadaki.
- 2002 : Klonaris/Thomadaki, Stranger than Angel. Corps dissidents. Ouvrage/catalogue de l'exposition monographique à la Galerie nationale Cankarjev Dom, Ljubljana septembre-novembre 2002. Textes de : Nina Pirnat-Spahic, Marina Grzinic (commissaires de l'exposition), Marie-José Mondzain et
- Nicole Brenez (entretien avec les artistes). Edition trilingue (français, anglais, slovène).
- 2003 : Klonaris/Thomadaki, Manifestes 1976-2002, Cahier no 9, Paris, éditions Paris expérimental.

### Ouvrage monographique sur Klonaris/Thomadaki
- Cécile Chich (coord.), Klonaris/Thomadaki : Le Cinéma corporel. Corps sublimes / Intersexe et intermédia, préface de Marie-José Mondzain, Paris, L’Harmattan, 2006. Textes de Cécile Chich, Simonetta Cargioli, Michèle Brandini, Isabelle Marinone, Anguéliki Garidis, Giulia Simi, Marina Grzinic, Véronique Mauron)

### Catalogues et ouvrages d’expositions conçues par Klonaris/Thomadaki (sélection)
- 1986 : Film Portraits of Women by Women, Toronto, The Funnel. Préface: Dot Tuer.
- 1988 : Miroirs / Vêtement, Galerie Donguy, Paris, éditions A.S.T.A.R.T.I.
- 1990 : Technologies et imaginaires. Art cinéma / art vidéo / art ordinateur sous la direction de Maria Klonaris et Katerina Thomadaki. Paris, Editions Dis Voir en collaboration avec A.S.T.A.R.T.I. Textes : Marie-José Baudinet-Mondzain, Edmond Couchot, Patrick de Haas, Florence de Méredieu, Mike O'Pray, John Whitney et M.Klonaris/K.Thomadaki. Dictionnaire d'artistes.
- 1994 : Mutations de l’image. Art cinéma / vidéo / ordinateur sous la direction de Maria Klonaris et Katerina Thomadaki. Paris, éditions A.S.T.A.R.T.I. Textes de : Démosthène Agrafiotis, Anne-Marie Duguet, Gladys Fabre, Karen O'Rourke, Catherine Richards, Dot Tuer, Gray Watson et M.Klonaris/K.Thomadaki. Dictionnaire d'artistes.
- 1998 : Pour une Ecologie des médias. Art cinéma / vidéo / ordinateur sous la direction de Maria Klonaris et Katerina Thomadaki. Paris, éditions A.S.T.A.R.T.I. Textes de : Roy Ascott, Christine Buci Glucksmann, Dominique Chateau, Edmond Couchot, Gladys Fabre, Marina Grzinic, Sigrid Schade et M. Klonaris/K. Thomadaki. Dictionnaire d'artistes.

### Articles de Klonaris/Thomadaki (sélection)
- 1977 : « A propos de Double Labyrinthe », Cinéma Différent, no 9/10, mars-avril
- 1978 : « Manifeste pour une féminité radicale, pour un cinéma autre »[2], CinémAction I, Dix ans après mai 68, Aspects du cinéma de contestation
- 1978 : « Cinéma expérimental et création féminine », CinémAction I, Dix ans après mai 68, Aspects du cinéma de contestation
- 1979 : « Manifeste pour un Cinéma corporel »[2],  Jungle no 4, Subversion
- 1980 : « Un Cinéma corporel » (propos recueillis par Raphaël Bassan), Canal no 35/36, janvier 1980
- 1980 : « Un cinéma élargi. De quelques procédés d’éclatement de la projection », CinémAction no 10-11, Cinémas d’avant-garde, printemps-été
- 1981 : « Cinema of the Body», Undercut 2, The Magazine from the London Filmmakers' Coop
- 1983 : « Images fixes - images mobiles », Pour la Photographie, Paris, Germs
- 1990 : « L’Insaisissable / The Ungraspable », dossier dans Performance no 62, novembre 1990, Londres
- 1990 : « Corps des étoiles », catalogue Icônes du Cycle de l’Ange, Galerie A.D., Athènes
- 1994 : « Virtual Self-Portrait. The Angel Project, 1985-1994 », catalogue Andere Körper, Linz Offenes Kulturhaus
- 1994 : « Collapse of Gender », Zeitung Offenes Kulturhaus, Linz
- 1996 : « The Feminine, the Hermaphrodite, the Angel. Gender Mutations and Dream Cosmogonies. On a Multi-media Projection and Installation Practice (1976-1994) », Leonardo, Journal of the International Society for the Arts, Sciences and Technology, MIT Press, Cambridge MA, Volume 29, no 4.
- 1996 : « Archangel Matrix, Dispositifs méta-photographiques », catalogue Klonaris /Thomadaki, Archangel Matrix, Paris, A.S.T.A.R.T.I.
- 1997 : « Les Insoumises du Genre. Un manifeste » (extrait), L’Évidence no 9-10, Des femmes
- 1997 : « Le Grand Rêve », Recherches Poïétiques no 6/7
- 1998 : « Tranzendierte Körper, Engel und Medien », Konfigurazionen. Zwischen Kunst und Medien, Sigrid Schade-C. Tholen eds., Wilhelm Kink Verlag, Munich
- 1998 : « Towards a Media Ecology », CD-Rom Konfigurazionen. Zwischen Kunst und Medien Wilhelm Kink Verlag, Munich
- 2000 : « Intersexuality and Intermedia, a Manifesto », in Womens' Strategies in Media, Marina Grzinic ed., Maska, Ljubljana
- 2000 : « Désastres sublimes. Les jumeaux », in Klonaris/Thomadaki Désastres sublimes, A.S.T.A.R.T.I., Paris
- 2001 : « Traversée du corps, traversée des médias. Mises  au point pour un regard rétrospectif », Jeune, dure et pure ! Une histoire du cinéma d'avant garde et expérimental en France, sous la direction de Nicole Brenez et Christian Lebrat, Paris, Cinémathèque Française/Mazzotta
- 2002 : « Corps dissidents à l'ère numérique », The Body/Le corps/Der Körper/Telo, Marina Grzinic ed., Filozofski Vestnik, vol. XXIII, no 2, Ljubljana
- 2002 : « Dissident Bodies : Freeing the gaze from Norms », The Body and Representation, Insa Härtel-Sigrid Schade eds., International Women's University 2000, Opladen, Leske + Budrich
- 2002 : « Twin Dreamers. Figures du double et de la gémellité », Paris, Autrement, La Gémellité
- 2002 : « Dissident Bodies in the Digital Era », Biotechnology, Philosophy and Sex, Marina Grzinic ed., Maska  vol. XVII, no 76-77, Ljubljana
- 2003 : « Les Insoumis.es du genre. Intersexualité et intermédia. Un manifeste », in L'Art à l'époque du virtuel, Christine Buci-Glucksmann dir., Paris, Arts 8, L'Harmattan
- 2004 : « Cinéma corporel. Cinema of the Body » in Experiments in Moving Image, Jackie Hatfield ed., London, Epigraph Publications Ltd
- 2006 : « Du Super 8 au 35mm. La restauration de Selva et Chutes.désert. Syn », Journal of Film Preservation, Revue de la Fédération Internationale des Archives du Film (FIAF), no 72
- 2008 : « Film, Gender and Anthropology », in Marina Grzinic/Rosa Reitsamer (eds), New Feminism. Worlds of Feminism, Queer and Networking Conditions, Wien, Löcker, 2008.
- 2012 : « Untamed Images » in Printed Project no 15, Vivienne Dick ed., Visual Artists Ireland, Dublin.